# 산코촌
산코촌(三光村)은 오이타현 시모게군에 있던 촌이다.
2005년 3월 1일에 시모게군 혼야바케이정, 야바케이정, 야마쿠니정과 함께 나카쓰시에 편입되었다.

## 지리
1954년 3월 31일, 3개의 촌이 신설합병에 의해 산와촌에서 산코촌이 개칭해 성립하였다. 
또한, 이온 산코우 쇼핑센터(현 이온몰 산코우)가 있다.
한때 마을 서부에는 오이타 교통 야바케이선이 남북으로 달렸다.
경제적으로는 기타큐슈 도시권에 속한다. 

2003년 1월 1일 나카쓰시와 시모게군 4개 시정촌에서 법정 합병 협의회를 설치하고 협의를 거듭했다. 그리고 2005년 3월 1일 시모게군 4개 정촌과 나카쓰시의 합병이 성립되었다. 나카쓰시가 시모게군 4개 시정촌을 편입하는 편입합병 방식을 취했다. 현재의 산코 지역의 명칭은 '나카쓰시 산코 ○○'이 되었다. 